# Albertus Putman Cramer
Albertus Dithmar Putman Cramer (Willemstad, 24 juli 1877 – Voorburg, 13 maart 1947) was een Nederlands voormalig voetballer die speelde als aanvaller en middenvelder. Hij speelde gedurende zijn carrière voor de HFC en kwam driemaal uit voor het Nederlands voetbalelftal.

## Biografie
Albertus Putman Cramer was actief als voetballer van de Haarlemsche Football Club. Het elftal waarmee HFC in 1894/95 het Nederlands landskampioenschap won, wisselde nog al eens in samenstelling. Samen met Pim Mulier, Wim Schorer en de aanvaller Otto Menten behoorde "Put" tot de beste en fijnste spelers uit de selectie. Putman Cramer blonk uit in de voorhoede en op de linie van halfback, waar hij naast Mary en Frits Dólleman speelde. Na dat succesvolle seizoen vertrekt een groot deel van de selectie naar Indië en Zuid-Afrika. HFC weet nieuwe spelers op te stellen, maar dezen kunnen de vertrokken voetballers nog niet volwaardig vervangen. Putman Cramer bleef wel, maar kon niet voorkomen dat HFC in het seizoen 1896/97 degradeert.
Met Teunissen en Keus vormde hij in 97/98 de zogeheten halfbacklinie, die HFC weer naar de Eerste klasse bracht. Na het kampioenschap van de Tweede klasse, werd na de met 4–1 gewonnen promotiewedstrijd tegen CFC Celeritas op 11 april te Leiden, promotie afgedwongen naar de Eerste klasse.
In het seizoen 1898/99 maakt het pas gepromoveerde HFC geen schitterend figuur in de Eerste klasse, maar HFC ontsnapte aan de laatste plaats en wist lijfsbehoud veilig te spelen.
Een vertrek naar Nederlands-Indië zorgde voor een einde van zijn voetbalcarrière. Hij overleed in 1947 op 69-jarige leeftijd.

## Persoonlijk
Cramer was een lid van het patriciaatsgeslacht Cramer. Hij trouwde in 1922 met Maria Cornelia Anna van Sandick en kreeg twee kinderen. Hij was de oom van Pieter Veecken Putman Cramer.

## Erelijst
- Nederlands landskampioenschap: 1894/95 (HFC)
- Tweede klasse: 1897/98 (HFC)